# EgyptAir
EgyptAir (Arabisch: مصر للطيران, Miṣr li-ṭ-ṭayarān) is de nationale luchtvaartmaatschappij van Egypte, met als basis Caïro en geheel eigendom van de Egyptische overheid. De maatschappij vliegt op meer dan 50 bestemmingen in Europa, Afrika, het Midden-Oosten, het Verre Oosten, Australië en de Verenigde Staten en op diverse regionale bestemmingen. De thuishaven is Cairo International Airport.

## Geschiedenis
Egypt Air is opgericht in 1932 als Misr Airwork door het Engelse Airwork Ltd en de Egyptische Misr Bank. In 1948 werd de naam gewijzigd in Misrair. De maatschappij werd in 1949 genationaliseerd. Vanaf 1961 tot 1971 vormde ze samen met Syrië de United Arab Airlines en na de breuk met Syrië werd de huidige naam EgyptAir aangenomen. In 1980 werd de maatschappij overgenomen door de Nationale Bank van Egypte.

## Vloot

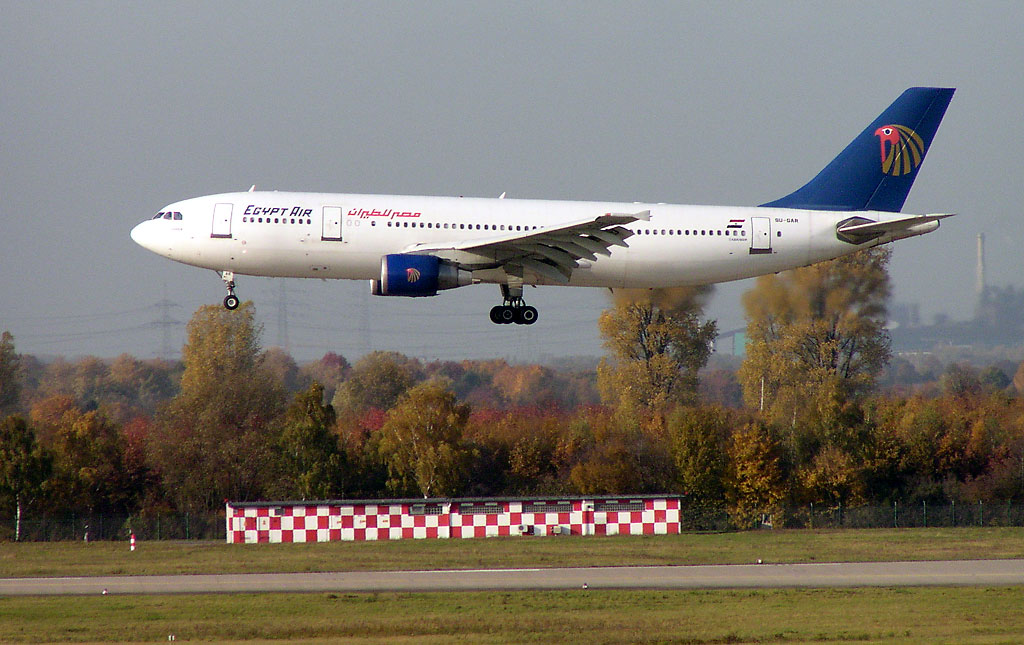
Airbus A300-600R van EgyptAir

De vloot van Egyptair bestond op 1 maart 2017 uit:
- 1 Airbus A300 B4 (cargo)
- 2 Airbus A300-600 (cargo)
- 4 Airbus A320-200
- 4 Airbus A321-200
- 6 Airbus A330-200
- 4 Airbus A330-300
- 24 Boeing 737-800
- 3 Boeing 777-200
- 6 Boeing 777-300

## Ongevallen en incidenten
- Op 31 oktober 1999 stortte EgyptAir-vlucht 990, uitgevoerd met een Boeing 767-366ER, neer in de Atlantische Oceaan. Er vielen 217 doden.
- Op 29 maart 2016 werd EgyptAir-vlucht MS181 gekaapt en omgeleid naar Cyprus. Uiteindelijk vielen er gedurende de kaping geen slachtoffers.
- Op 19 mei 2016 verdween omstreeks 02.30 uur EgyptAir-vlucht 804 van de radar toen de Airbus A320 met 66 mensen aan boord boven de Middellandse Zee vloog.